# 非武裝人員
非武裝人員是指戰爭期間既不是交戰各方的軍隊的一員，也不是参与軍事行动的人員。 
它与非战斗人员略有不同，因为一些非战斗人员不是非武裝人員（例如隶属于交戰各方的军事牧师）。武装冲突發生時非武裝人員受国际习惯法和《日内瓦第四公约》等条约的保護，如果交戰各方願意遵守國際法的話。